# イデンコーベン
イデンコーベン (独: Edenkoben) はドイツ連邦共和国 ラインラント＝プファルツ州ズュートリヒェ・ヴァインシュトラーセ郡の市。イデンコーベン連合自治体 (独: Verbandsgemeinde Edenkoben) の行政庁所在地となっている。
ランダウとノイシュタットの中間地点にある。ドイツワイン街道沿いの街でもある。

## 姉妹都市
- エタン＝シュル＝アルー(Étang sur Arroux) （フランス ）
- ベックスバッハ(Bexbach) （ザールラント州 ）
- ディンケルスビュール(Dinkelsbühl) （バイエルン州 ）
- ラーデブルク(Radeburg) （ザクセン州 ）